# Ẩn hạch Trung Bộ
Ẩn hạch Trung Bộ hay mò Trung Bộ, cà đuối Trung Bộ (danh pháp: Cryptocarya annamensis) là loài thực vật có hoa trong họ Nguyệt quế. Loài này được C.K.Allen miêu tả khoa học đầu tiên năm 1942.